# Santa Dog
Santa Dog – pierwszy minialbum autorstwa awangardowej grupy The Residents wydana w 1972 roku. Płyta została wytłoczona w limitowanej liczbie egzemplarzy jako dwa siedmiocalowe krążki winylowe i opakowana w sposób przypominający popularne wówczas w Ameryce kartki świąteczne przesyłane przez firmy ubezpieczeniowe po czym znaczna część nakładu została rozesłana do znajomych grupy, DJ-ów radiowych oraz znanych osobistości (na liście adresatów znaleźli się między innymi Richard Nixon oraz Frank Zappa - płyta przeznaczona dla prezydenta wróciła do nadawcy z adnotacją "adresat odmówił przyjęcia", zaś Zappa płyty nigdy nie otrzymał swojego egzemplarza z powodu zmiany miejsca zamieszkania), pozostałe egzemplarze zostały po latach sprzedane poprzez katalog wysyłkowy wytwórni płytowej należącą do zespołu, Ralph Records. Mimo że wszystkie utwory zostały skomponowane i zagrane przez The Residents, w oprawie graficznej płyty przypisano je innym, przypadkowym zespołom.

Singel doczekał się czterech "reedycji" (patrz poniżej), materiał z płyty trafił również w charakterze nagrań bonusowych do reedycji debiutu zespołu, Meet the Residents z 1988.

## Lista utworów

### Santa Dog
1. Fire
2. Lightning
3. Explosion
4. Aircraft Damage

### Santa Dog 1978
Reedycja rozesłana w 6 lat po pierwszym wydaniu płyty rozesłana na Gwiazdkę za darmo do klientów sklepiku Ralph Records zawierająca zremasterowaną wersję utworu Fire w szybszym tempie oraz ten sam utwór nagrany na nowo w 1978 roku.

1. Santa Dog
2. Santa Dog '78

### Santa Dog 1988
Rozesłana za darmo członkom oficjalnego fan klubu grupy Uncle Willie's Eyeball Buddies reedycja zawierała materiał z poprzedniego wydania, nieukończoną wersję Santa Dog z 1984 roku oraz ten sam utwór nagrany na nowo w 1988.

1. Santa Dog (Fire)
2. Santa Dog '78
3. Santa Dog '84 (unfinished)
4. Santa Dog '88

### Santa Dog 1992
Tak samo jak w przypadku poprzedniej reedycji płyta została rozesłana za darmo dla członków fanklubu UWEB w styczniu 1993, na krążku znalazła się 13 minutowa wersja utworu Santa Dog nagrana na nowo w 1992 roku. 

1. Santa Dog '92

### Refused
Wydana w limitowanej liczbie egzemplarzy w 1999 roku płyta była pierwszą reedycją, która trafiła do regularnej sprzedaży, zawierała wszystkie dotychczasowe wersje utworu Santa Dog oraz kilka nowych remiksów. Pełny tytuł albumu brzmi The Pilgrimage of Santa Dog through the Second Millennium 1999

1. Santa Dog '84 (unfinished) a work in progress
2. Fire
3. Lightning
4. Explosion
5. Aircraft Damage
6. Flood, Santa Dog '78 (Fire)
7. Famine
8. Santa Dog '88
9. Plague
10. Santa Dog NYE (live)
11. Pestilence
12. Where Are Your Dogs? Show Us Your Ugly!
13. Fire '99 / Santa Dog 2nd Millennium